# Theodhoros Orphanides
Theodoros Georgios Orphanides en griego: Ορφανίδης Θεόδωρος (gr. Θεόδωρος Γεώργιος Ορφανίδης; 1817 - † 17 de agosto de 1886, Atenas ) fue un botánico griego. Fue Profesor de Botánica en Atenas.
Descubre la especie Biebersteinia orphanidis en 1851 en el Monte Kyllini, y luego fue considerada extinta; pero en 1994 fue rehallada por los Dres. D. Vassiliades y Th. Constantinides en áreas montañosas cercanas al sitio primigenio.

## Honores

### Eponimia
Género de plantas
- Orphanidesia Boiss. & Balansa ex Boiss. 1875.

## Obra
- Prospectus flora graeca exsiccata, 1850

- La abreviatura «Orph.» se emplea para indicar a Theodhoros Orphanides como autoridad en la descripción y clasificación científica de los vegetales.[4]